# Microregiunea Bácsalmás
Microregiunea Bácsalmás (în maghiară Bácsalmási kistérség) a fost o microregiune statistică (kistérség) din județul Bács-Kiskun, Ungaria.
Cu o populație de 16.148 locuitori și o suprafață de 381,09 km2, aceasta a existat până în 2014, când în Ungaria, microregiunile ”kistérségek” au fost înlocuite de districte (járások).